# Mopeia (Distrikt)
Mopeia ist ein Distrikt in der mosambikanischen Provinz Zambezia, sein Hauptort ist Mopeia. Der Distrikt liegt im Südwesten der Provinz, er grenzt im Norden an den Distrikt Morrumbala, im Westen an die Provinzen Sofala und Tete, im Süden an die Provinz Sofala und an den Distrikt Chinde und im Osten an die Distrikte Nicoadala und Inhassunge.

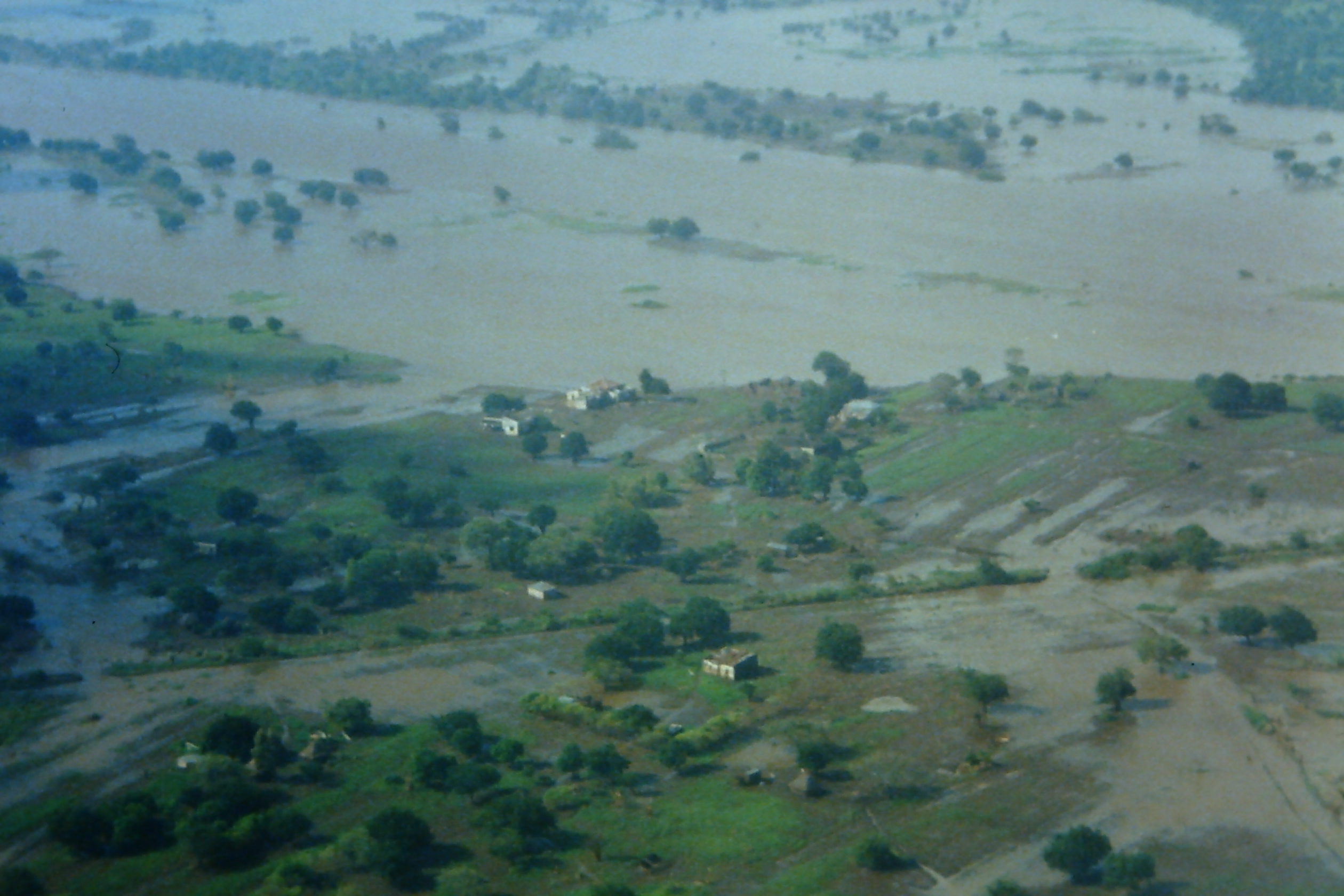
Überschwemmung am Sambesi

## Geographie
Der Distrikt hat eine Fläche von 7.671 Quadratkilometer und 141.029 Einwohner (Stand 2013). Mopeia ist in zwei unterschiedliche Regionen gegliedert: Das Hochland und die Niederungen des Sambesi mit seinen Zuflüssen. Das Hochland hat trockenes Steppenklima mit jährlichen Niederschlägen von 500 bis 800 Millimeter. Der Sambesi bildet die Grenze im Südwesten und bedroht die umliegende Landschaft mit Überschwemmungen. Besonders starke Überschwemmungen gab es in den Jahren 2000 und 2008.

## Bevölkerung
| Die Bevölkerungsdichte im Distrikt Mopeia ist niedrig und beträgt 18 Personen pro Quadratkilometer. Mopeia hat, wie viele Distrikte von Mosambik, eine junge Bevölkerung. Auffallend ist, dass es unter 14 Jahren mehr Knaben als Mädchen gibt, von 15 bis 40 Jahren aber mehr Frauen als Männer. Besonders sticht hervor, dass es mehr Frauen zwischen 25 und 29 Jahren als zwischen 20 und 24 Jahren gibt (Stand 2013). Während sich in der Provinz Zambezia über 60 Prozent zum Christentum bekennen, sind es in Mopeia knapp über 30 Prozent. Dafür sind in Mopeia über 50 Prozent ohne religiösem Bekenntnis (Stand 2007). |

## Einrichtungen und Dienstleistungen
Im Distrikt befinden sich 178 Grundschulen (Primárias), davon sind 141 öffentliche Schulen und 37 Privatschulen. Von den acht weiterführenden Schulen (Secundárias) sind alle öffentlich (Stand 2013). Beträgt der Anteil der Mädchen in den Grundschulen noch 42,5 Prozent, so ist deren Anteil in den weiterführenden Schulen nur noch 32,3 Prozent. Insgesamt sind 42,9 Prozent der 15- bis 19-jährigen Einwohner Analphabeten. Der Anteil der männlichen Jugendlichen ist mit 22,4 Prozent deutlich unter den 60,7 Prozent der weiblichen.
Für die Gesundheit der Bevölkerung sorgen sechs Gesundheitszentren und drei medizinische Versorgungssationen (Stand 2012). Die Versorgung des Distriktes mit Trinkwasser ist sehr schlecht. Die meisten Quellen befinden sich im Landesinneren.

## Verwaltungsgliederung
Der Distrikt Mopeia ist in zwei Verwaltungsposten (postos administrativos) gegliedert:
- Mopeia, der westliche Teil des Distrikts,
- Campo, der östliche Teil.[2]

## Wirtschaft und Infrastruktur
Im Jahr 2007 hatten 1,8 Prozent der Bevölkerung Zugang zu elektrischem Strom, ein Zehntel Prozent besaß ein Auto.

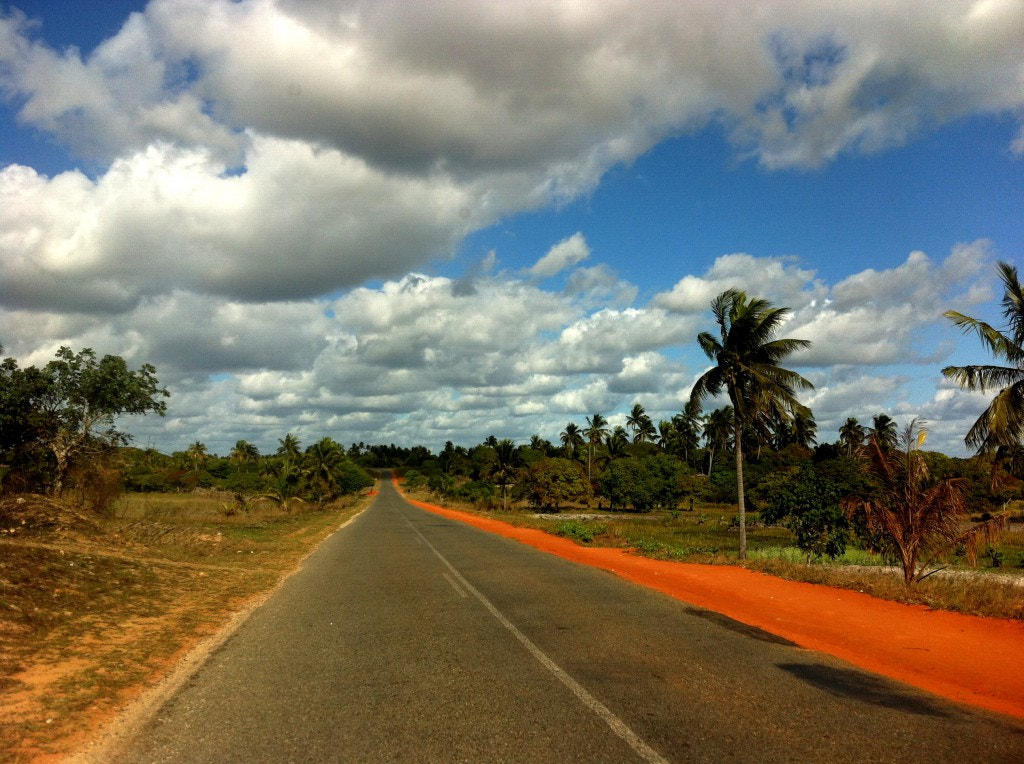
Asphaltstraße in Mosambik

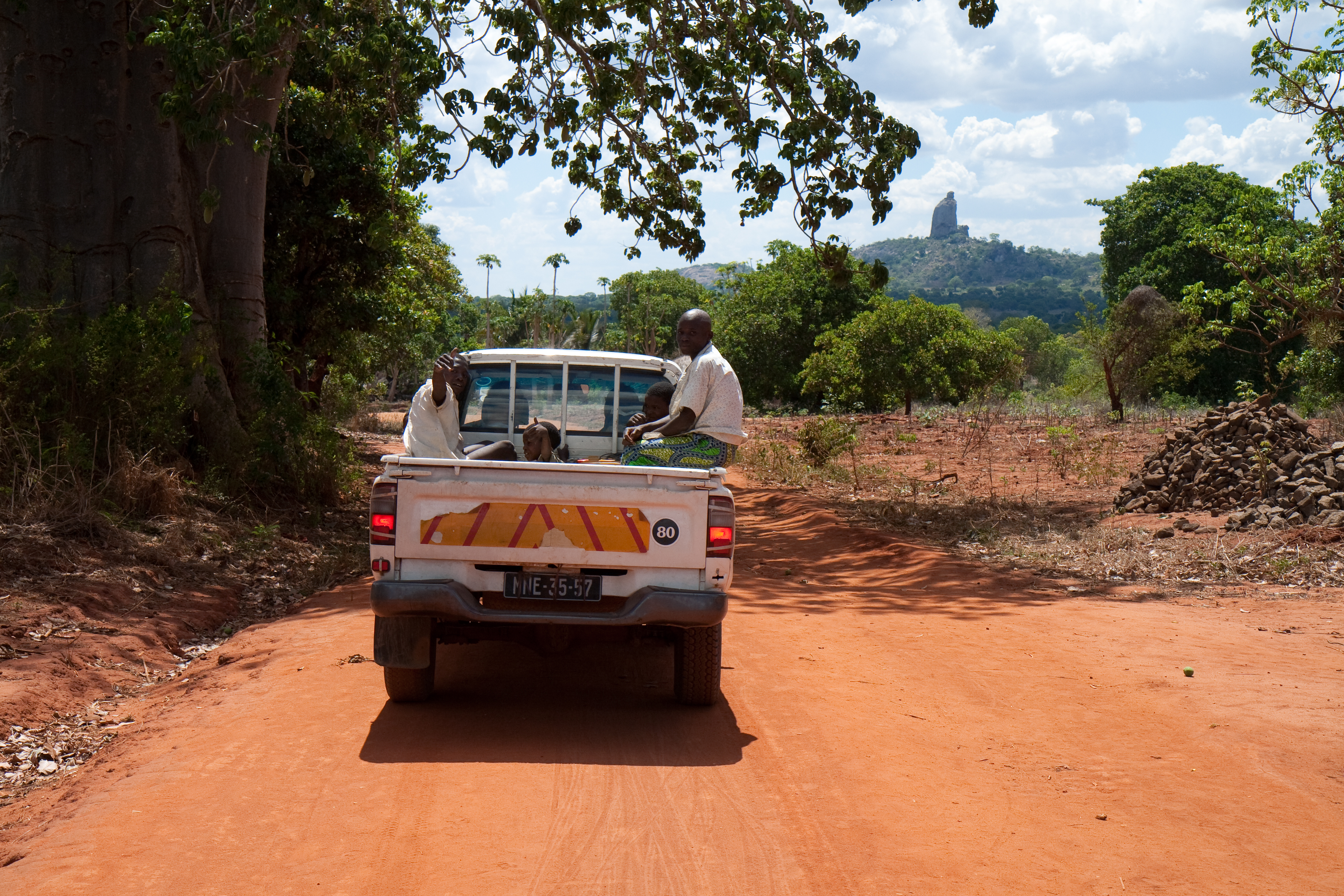
Unbefestigte Straße in Mosambik

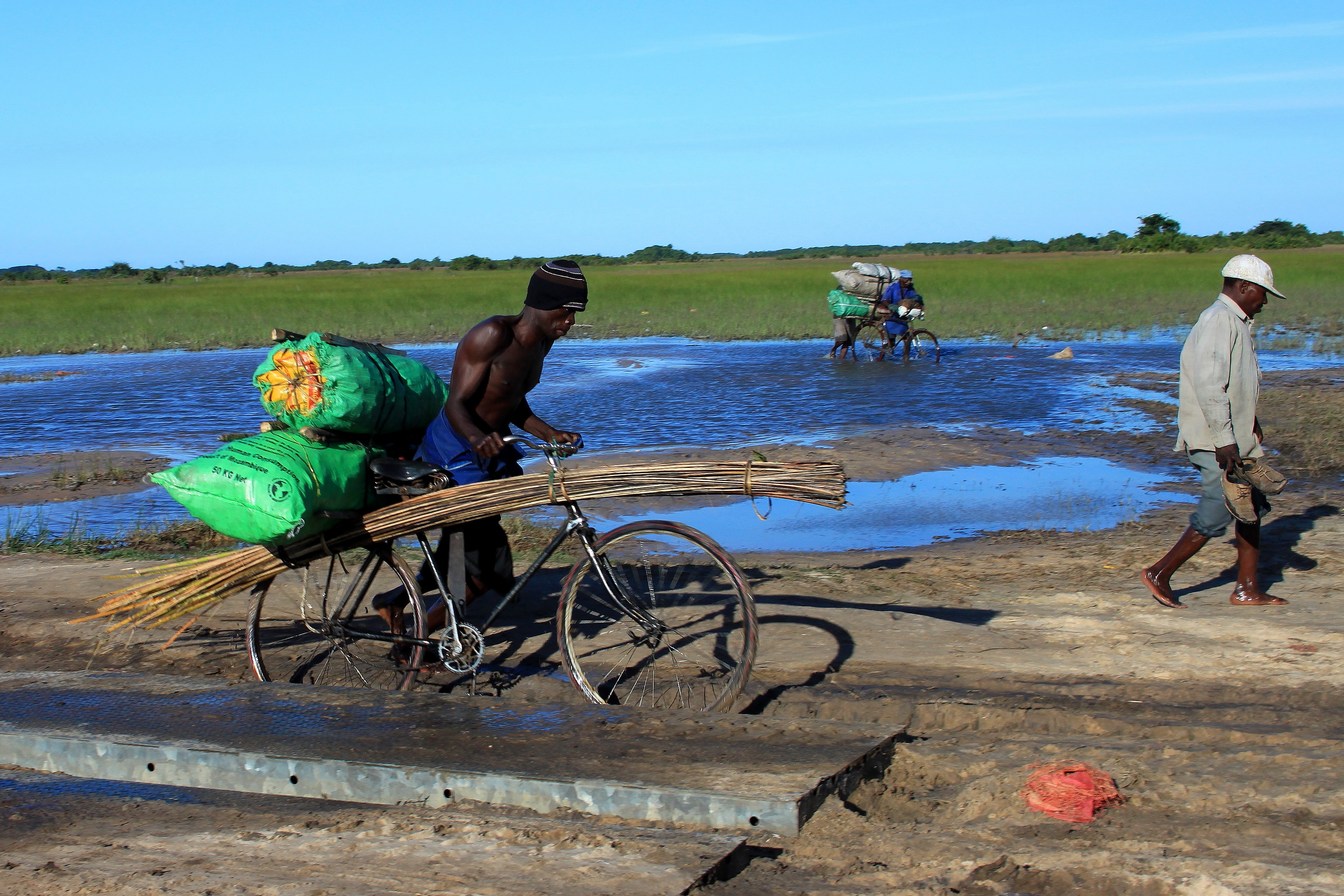
Überschwemmte Landstraße in Mosambik

### Landwirtschaft
In 25.607 landwirtschaftlichen Betrieben werden Grundnahrungsmittel auf einer Gesamtfläche von 32.350 Hektar angebaut. Das entspricht einer durchschnittlichen Größe von 1,26 Hektar je Betrieb (Stand 2010). Dies bedeutet auch, dass die Landwirtschaft hauptsächlich in kleinen Familienbetrieben und manuell betrieben wird. Die meisten Anbauflächen gibt es für Maniok (8.000 Hektar) und Mais (6.000 Hektar), hohe Erträge bringen auch noch Süßkartoffeln und Reis (Stand 2003).

### Bodenschätze
Im Distrikt gibt es keine abbaubaren Erze.

### Verkehr
Der Bezirk Mopeia hat hauptsächlich regionale Straßenverbindungen, die bei Regenfällen auch unwegsam sein können:
| Abschnitt               | Länge  | Belag                 | Erhaltungszustand |
| ----------------------- | ------ | --------------------- | ----------------- |
| Mopeia Sede/Quelimane   | 200 km | unbefestigt / Asphalt | angemessen / gut  |
| Mopeia Sede/Zero        | 45 km  | unbefestigt           | angemessen        |
| Mopeia Sede/Lua-Lua     | 110 km | unbefestigt / Asphalt | angemessen / gut  |
| Mopeia Sede/Chimuara    | 90 km  | unbefestigt / Asphalt | angemessen / gut  |
| Mopeia Sede/Posto Campo | 91 km  | unbefestigt           | angemessen        |
| Mopeia Sede/Luabo       | 80 km  | unbefestigt           | angemessen        |

Es gibt keine Eisenbahnverbindung in Mopeia.

## Mopeia-Virus
Das Mopeia-Virus (englisch Mopeia virus, MOPV) ist eine afrikanische Spezies in der Gattung Mammarenavirus (Arenaviren der Mammalia). Diese Viren werden hauptsächlich durch Nagetiere auf Menschen übertragen und können Fiebererkrankungen mit teilweise sehr schwerem bis tödlichem Verlauf verursachen.